# Дэниелс, Дэвид Карстен
Дэ́вид Ка́рстен Дэ́ниелс (David Karsten Daniels) — американский автор-исполнитель. Родился в Лаббоке (штат Техас) 20 августа 1979 года. Ранние годы он провёл в Монтгомери (Алабама), Принстоне (Нью-Джерси) и Далласе, пел в школьных и церковных хорах. В колледже Дэниелс специализировался по предмету «Сочинение музыки» и играл на контрабасе в симфоническом оркестре. Получив степень бакалавра в Южном методистском университете, музыкант переехал в Чапел-Хилл (Северная Каролина), где была образована группа Bu_Hanan Collective, в состав которой помимо Дэвида вошли его давние приятели Дэниел Харт и Алекс Лазара. В 2006 году Дэниелс подписал контракт с британским лейблом Fat Cat Records, выпустившим альбом Sharp Teeth. За ним в 2008 году последовал Fear of Flying; работа содержала размышления о смерти и загробной жизни. Его последний на сегодняшний день альбом I Mean to Live Here Still (2010) представляет собой песенный цикл на стихи Генри Дэвида Торо, положенные на музыку Дэниелса; песни исполнены им под аккомпанемент Fight the Big Bull, нонета из Ричмонда (Виргиния). В настоящее время музыкант проживает в Далласе.

## Дискография
- The Mayflower (2000)
- Out from Under Ligne 4 (2001)
- Angles (2004)
- Sharp Teeth (2007)
- Fear of Flying (2008)
- I Mean to Live Here Still (2010)

## Публикации
- Дэвид Карстен Дэниелс Архивная копия от 14 августа 2012 на Wayback Machine на Pitchfork  (англ.)
- Ratliff, Ben. Take a Little Thoreau, Mix With Spunky Jazz (англ.). NYTimes.com (13 июля 2010). Дата обращения: 10 апреля 2012. Архивировано 16 мая 2012 года.
- Gill, Andy. Album: David Karsten Daniels (англ.). The Independent (19 января 2007). Дата обращения: 10 апреля 2012. Архивировано 16 мая 2012 года.